# بیل میلر (بازیکن فوتبال، زاده ۱۸۹۰)
بیل میلر (انگلیسی: Bill Miller؛ زادهٔ ۱۸۹۰) بازیکن فوتبال اهل بریتانیا است.
از باشگاه‌هایی که در آن بازی کرده‌است می‌توان به باشگاه فوتبال برایتون اند هوو آلبیون و باشگاه فوتبال ردهیل اشاره کرد.